# Центральная сила
Сила {\displaystyle \mathbf {F} }, действующая на материальную точку P, называется центральной с центром O, если во время движения точки P она действует вдоль линии, соединяющей точки O и P. Математически такая сила может быть записана в сферической системе координат как {\displaystyle \mathbf {F} =F_{r}(r,\theta ,\varphi )\mathbf {e} _{r}}, где {\displaystyle F_{r}} — радиальная составляющая силы, {\displaystyle (r,\theta ,\varphi )} — сферические координаты точки P: удаление от центра и два угла, {\displaystyle \mathbf {e} _{r}} — орт сферической системы, направленный от центра O. В большинстве случаев, хотя и не всегда, подразумевается, что {\displaystyle F_{r}} не зависит от углов, то есть что сила имеет вид {\displaystyle \mathbf {F} =F_{r}(r)\mathbf {e} _{r}}; тогда центральная сила гарантированно является консервативной. 

## Общие свойства центральных сил
- Если материальная точка совершает движение под действием центральной силы с центром O, то момент количества движения точки сохраняется, а она сама совершает движение в плоскости, перпендикулярной вектору момента количества движения относительно точки O и проходящей через эту точку O.

- Если система материальных точек совершает движение под действием центральных сил c общим центром O, то момент количества движения системы сохраняется.

- Если действующая на точку P (положение которой задаётся радиус-вектором {\displaystyle \mathbf {r} } из центра O) центральная сила зависит только от расстояния {\displaystyle r=|\mathbf {r} |} между O и P, то эта сила является потенциальной: существует функция {\displaystyle U}, называемая потенциалом, такая, что

{\displaystyle \mathbf {F} (\mathbf {r} )=-\mathbf {\nabla } U(r)}.
- Формула Бине позволяет определить центральную силу, если известно уравнение траектории материальной точки, движущейся под её действием, или по заданной центральной силе определить траекторию.

## Потенциальность центральной силы
Доказать или опровергнуть потенциальность силы можно путём взятия её ротора, который для потенциальности должен быть тождественным нулём. Применительно к центральным силам это делается в сферической системе координат с центром О. Ротор записывается:
{\displaystyle {\mbox{rot}}\,\mathbf {F} ={1 \over r\sin \theta }\left({\partial  \over \partial \theta }\left(F_{\varphi }\sin \theta \right)-{\partial F_{\theta } \over \partial \varphi }\right)\mathbf {e} _{r}+}
{\displaystyle \qquad \quad +{1 \over r}\left({1 \over \sin \theta }{\partial F_{r} \over \partial \varphi }-{\partial  \over \partial r}\left(rF_{\varphi }\right)\right)\mathbf {e} _{\theta }+{1 \over r}\left({\partial  \over \partial r}\left(rF_{\theta }\right)-{\partial F_{r} \over \partial \theta }\right)\mathbf {e} _{\varphi }},
где {\displaystyle F_{r}}, {\displaystyle F_{\varphi }}, {\displaystyle F_{\theta }} суть компоненты силы в сферической системе. Из записи видно, что при центральной симметрии, то есть для сил класса {\displaystyle \mathbf {F} =F_{r}(r)\mathbf {e} _{r}} все шесть производных в выражении ротора оказываются нулевыми. Если же {\displaystyle \mathbf {F} =F_{r}(r,\theta ,\varphi )\mathbf {e} _{r}}, то потенциальности нет ввиду отличия от нуля производных {\displaystyle \partial F_{r}/\partial \varphi } или {\displaystyle \partial F_{r}/\partial \theta }.

## Примеры центральных сил
- Центральная сила ньютоновского притяжения (величина силы {\displaystyle F_{r}(r)} пропорциональна {\displaystyle 1/r^{2}})
- Сила Кулона (величина силы {\displaystyle F_{r}(r)} пропорциональна {\displaystyle 1/r^{2}})
- Сила Гука (величина силы {\displaystyle F_{r}(r)} пропорциональна {\displaystyle r})

## Случай сферической симметрии
При сферической симметрии на равных с центральной силой {\displaystyle \mathbf {F} (r)=F_{r}(r)\mathbf {e} _{r}} рассматривается её потенциал {\displaystyle U=U(r)} (в отсутствие симметрии потенциал не существует ввиду неконсервативности силы). Наиболее важная задача — описание характера движения материальной точки массой {\displaystyle m} в потенциале {\displaystyle U}.
Если центральная сила является притягивающей ({\displaystyle \mathbf {F} \uparrow \downarrow \mathbf {e} _{r}}), то, в зависимости от условий на сохраняющиеся при движении механическую энергию точки {\displaystyle E} и величину её момента импульса {\displaystyle L}, возможна реализация финитных (с ограниченным диапазоном изменения расстояния {\displaystyle r} от центра) и инфинитных (таких, что частица из бесконечности приближается к центру с последующим уходом на бесконечность) движений. Если центральная сила отталкивающая ({\displaystyle \mathbf {F} \upuparrows \mathbf {e} _{r}}), движение всегда инфинитно. 
Траектория в виде зависимости азимутального угла от радиуса на участке отдаления частицы от центра записывается как
{\displaystyle \varphi (r)=\varphi (r_{min})+\int \limits _{r_{min}}^{r}{\frac {L\,{\tilde {r}}^{-2}d{\tilde {r}}}{\sqrt {2m(E-U({\tilde {r}}))-L^{2}{\tilde {r}}^{-2}}}}},
где {\displaystyle r_{min}} — наименьшее расстояние. Наибольшее достигаемое {\displaystyle r} бывает конечным ({\displaystyle r_{max}}) или бесконечным; и {\displaystyle r_{min}}, и {\displaystyle r_{max}} соответствуют обращению в нуль подкоренного выражения в знаменателе. Финитное движение может происходить по замкнутым или незамкнутым траекториям; условие замкнутости:
{\displaystyle \Delta \varphi =2\left[\varphi (r_{max})-\varphi (r_{min})\right]=2\pi \cdot \nu },
где {\displaystyle \nu =n_{1}/n_{2}} — отношение целых чисел. Для потенциалов определённой формы, конкретно {\displaystyle U(r)\sim r^{-1}} и {\displaystyle U(r)\sim r^{2}}, все траектории финитного движения являются замкнутыми.  
Задача о движении частицы в потенциале {\displaystyle U(r)=-\alpha r^{-1}} (сила {\displaystyle \mathbf {F} =-\alpha r^{-2}\mathbf {e} _{r}}) называется задачей Кеплера. Чаще рассматривается ситуация притяжения к центру ({\displaystyle \alpha >0}); возможные траектории при этом — окружность, эллипс, парабола, гипербола (во всех случаях с фокусом в силовом центре O) и отрезок прямой (падение частицы на центр). В ситуации же отталкивания от центра ({\displaystyle \alpha <0}) возможны гипербола и луч (частица из бесконечности сближается с центром, а затем, не доходя до него, вдоль той же прямой уходит на бесконечность). Траектория-гипербола в случае притяжения огибает центр, а в случае отталкивания не огибает.